# Coppa del Mondo di biathlon 1985
La Coppa del Mondo di biathlon 1985 fu l'ottava edizione della manifestazione organizzata dall'Unione Internazionale del Pentathlon Moderno e Biathlon.
La stagione maschile ebbe inizio il 17 gennaio a Oberhof, in Germania Est, e si concluse il 9 marzo a Oslo Holmenkollen, in Norvegia. Furono disputate 10 gare individuali in 5 diverse località; nel corso della stagione si tennero a Ruhpolding i Campionati mondiali di biathlon 1985, validi anche ai fini della Coppa del Mondo, il cui calendario non contemplò dunque interruzioni. Il tedesco orientale Frank-Peter Roetsch si aggiudicò la coppa di cristallo, il trofeo assegnato al vincitore della classifica generale. Non vennero stilate classifiche di specialità; Roetsch era il detentore uscente della Coppa generale.
In campo femminile nel corso della stagione si tennero a Egg am Etzel i Campionati mondiali di biathlon 1985, validi anche ai fini della Coppa del Mondo, il cui calendario di quattro tappe e otto gare non contemplò dunque interruzioni. La norvegese Sanna Grønlid si aggiudicò la coppa di cristallo. Non vennero stilate classifiche di specialità; Mette Mestad era la detentrice uscente della Coppa generale.

## Uomini

### Risultati
| Data                                 | Località          | Nazione        | Spec. | Primo               | Secondo             | Terzo                 |
| ------------------------------------ | ----------------- | -------------- | ----- | ------------------- | ------------------- | --------------------- |
| 17 gennaio 1985                      | Oberhof           | Germania Est   | IN    | Peter Angerer       | Frank-Peter Roetsch | Andrej Zenkov         |
| 19 gennaio 1985                      | Oberhof           | Germania Est   | SP    | Frank-Peter Roetsch | Alfred Eder         | Matthias Jacob        |
| 24 gennaio 1985                      | Anterselva        | Italia         | IN    | Frank-Peter Roetsch | Alfred Eder         | Herbert Fritzenwenger |
| 26 gennaio 1985                      | Anterselva        | Italia         | SP    | Alfred Eder         | Peter Angerer       | Sergej Bulygin        |
| Campionati mondiali di biathlon 1985 |                   |                |       |                     |                     |                       |
| 14 febbraio 1985                     | Ruhpolding        | Germania Ovest | IN    | Jurij Kaškarov      | Frank-Peter Roetsch | Tapio Piipponen       |
| 16 febbraio 1985                     | Ruhpolding        | Germania Ovest | SP    | Frank-Peter Roetsch | Eirik Kvalfoss      | Johann Passler        |
| 1º marzo 1985                        | Lahti             | Finlandia      | IN    | Sergej Antonov      | Frank-Peter Roetsch | Juha Tella            |
| 3 marzo 1985                         | Lahti             | Finlandia      | SP    | Frank-Peter Roetsch | Jurij Kaškarov      | André Sehmisch        |
| 7 marzo 1985                         | Oslo Holmenkollen | Norvegia       | IN    | Peter Angerer       | André Sehmisch      | Frank-Peter Roetsch   |
| 9 marzo 1985                         | Oslo Holmenkollen | Norvegia       | SP    | Frank-Peter Roetsch | Sergej Antonov      | Alfred Eder           |

Legenda:

IN = individuale

SP = sprint

### Classifiche

#### Generale
| Pos. | Nome                | Nazione          | Punti |
| ---- | ------------------- | ---------------- | ----- |
| 1    | Frank-Peter Roetsch | Germania Est     | 172   |
| 2    | Jurij Kaškarov      | Unione Sovietica | 141   |
| 3    | Peter Angerer       | Germania Ovest   | 140   |
| 4    | Alfred Eder         | Austria          | 138   |
| 5    | Andrej Zenkov       | Unione Sovietica | 130   |

## Donne

### Risultati
| Data                                 | Località     | Nazione          | Spec. | Prima          | Seconda              | Terza            |
| ------------------------------------ | ------------ | ---------------- | ----- | -------------- | -------------------- | ---------------- |
| 9 gennaio 1985                       | Minsk        | Unione Sovietica | IN    | Elena Golovina | Kaija Parve          | Tat'jana Brylina |
| 11 gennaio 1985                      | Minsk        | Unione Sovietica | SP    | Elena Golovina | Tat'jana Brylina     | Kaija Parve      |
| 26 gennaio 1985                      | Anterselva   | Italia           | IN    | Pam Nordheim   | Valentina Mikhailova | Pam Weiss        |
| 28 gennaio 1985                      | Anterselva   | Italia           | SP    | Eva Korpela    | Sanna Grønlid        | Cvetana Krăsteva |
| Campionati mondiali di biathlon 1985 |              |                  |       |                |                      |                  |
| 21 febbraio 1985                     | Egg am Etzel | Svizzera         | IN    | Kaija Parve    | Sanna Grønlid        | Eva Korpela      |
| 23 febbraio 1985                     | Egg am Etzel | Svizzera         | SP    | Sanna Grønlid  | Kaija Parve          | Venera Černyšova |
| 1º marzo 1985                        | Lahti        | Finlandia        | IN    | Sanna Grønlid  | Siv Bråten           | Eva Korpela      |
| 3 marzo 1985                         | Lahti        | Finlandia        | SP    | Siv Bråten     | Eva Korpela          | Tuula Ylinen     |

Legenda:

IN = individuale

SP = sprint

### Classifiche

#### Generale
| Pos. | Nome           | Nazione          | Punti |
| ---- | -------------- | ---------------- | ----- |
| 1    | Sanna Grønlid  | Norvegia         | 110   |
| 2    | Eva Korpela    | Svezia           | 106   |
| 3    | Kaija Parve    | Unione Sovietica | 104   |
| 4    | Elena Golovina | Unione Sovietica | 100   |
| 5    | Siv Bråten     | Norvegia         | 94    |